# Деливрон, Сергей Рудольфович
Сергей Рудольфович де Ливрон (Деливрон) (16 апреля 1862 — 7 октября 1942, Москва) — российский морской офицер.

## Биография
Родился в семье российского офицера флота швейцарского происхождения Рудольфа Андреевича Де Ливрона (1828—1910). Мать — Людмила Владимировна (урождённая Ермакова).
27 сентября 1882 года де Ливрон окончил Морское училище с производством в чин мичмана. В 1888—1896 годах служил на крейсере «Адмирал Нахимов» в должности штурманского офицера. 1 апреля 1890 года произведен в чин лейтенанта. В 1892 году награждён орденом Св. Станислава 3-й степени, а в 1895 году — орденом Св. Анны 3-й степени. В 1896 году окончил Штурманский офицерский класс и был зачислен в штурманские офицеры 1-го разряда, а 20 сентября назначен начальником партии отдельной съёмки Балтийского моря. В том же году он был награждён серебряной медалью «В память царствования императора Александра III», а в 1899 году — орденом Св. Станислава 2-й степени. 1 января 1901 года назначен старшим офицером крейсера 2-го ранга «Пластун». 6 декабря следующего года назначен командиром парохода «Описной».
1 января 1904 года Сергей Рудольфович был произведен в чин капитана 2-го ранга, а 2 августа назначен флагманский штурманским офицером походного штаба младшего флагмана 2-й Тихоокеанской эскадры контр-адмирала О. А. Энквиста. Участвовал в походе на Дальний Восток и в Цусимском сражении, за отличие в котором был награждён мечами к ордену Св. Анны 2-й степени и светло-бронзовой медалью «В память русско-японской войны 1904—1905 гг.».
После окончания войны де Ливрон был назначен 14 ноября 1905 года командиром эскадренного миноносца «Амурец» и 20 сентября того же года был награждён за совершение 20 морских кампаний орденом Св. Владимира 4-й степени с бантом. 24 марта 1908 года отчислен от командования миноносцем в связи с переводом в Сибирский флотский экипаж. 6 декабря того же года произведен в чин капитана 1-го ранга.
4 ноября 1910 года Сергей Рудольфович был переведен в Балтийский флот, 26 декабря 1911 года назначен начальником 3-го дивизиона эскадренных миноносцев Балтийского моря, а 23 декабря 1913 года — командиром учебного судна «Океан» (Либава). В том же году он был награждён светло-бронзовой медалью «В память 300-летия царствования Дома Романовых», а в 1915 году — орденом Св. Владимира 3-й степени и светло-бронзовой медалью «В память 200-летия Гангутской победы».
25 апреля 1916 года де Ливрон был отчислен от командования судном, а 11 сентября назначен начальником флотилии Морской бригады особого назначения. 20 февраля 1917 года он был зачислен во 2-й флотский экипаж, а после Октябрьской революции был прикомандирован к управлению Петроградского порта.
С 1922 года работал в отделе технадзора Центрального управления морского транспорта РСФСР и в Регистре СССР. В 1929 году получил диплом капитана дальнего плавания.
Скончался Сергей Рудольфович в Москве и похоронен на Калитниковском кладбище.

## Память
В честь Сергея Рудольфовича Деливрона названа банка Де-Ливрона (Балтийское море, Финский залив, Выборгский залив).

## «Лоция Северо-западной части Восточного океана»
Будучи лейтенантом, а затем капитаном 2-го ранга, де Ливрон составил первую подробную лоцию северо-западной части Тихого океана на основе карт и планов, опубликованных источников, архивных документов и личных материалов. Лоция была опубликована в четырех частях с отдельными дополнениями и исправлениями Главным гидрографическим управлением Морского Министерства в 1901—1911 гг.